# بوتاری تاری
بوتاری تاری (انگلیسی: Butaritari) یک جزیره در کیریباتی است که در اقیانوس آرام واقع شده‌است.